# Dochia
Dochia is een Roemeense gemeente in het district Neamț.
Dochia telt 2647 inwoners.